# Fosforiet

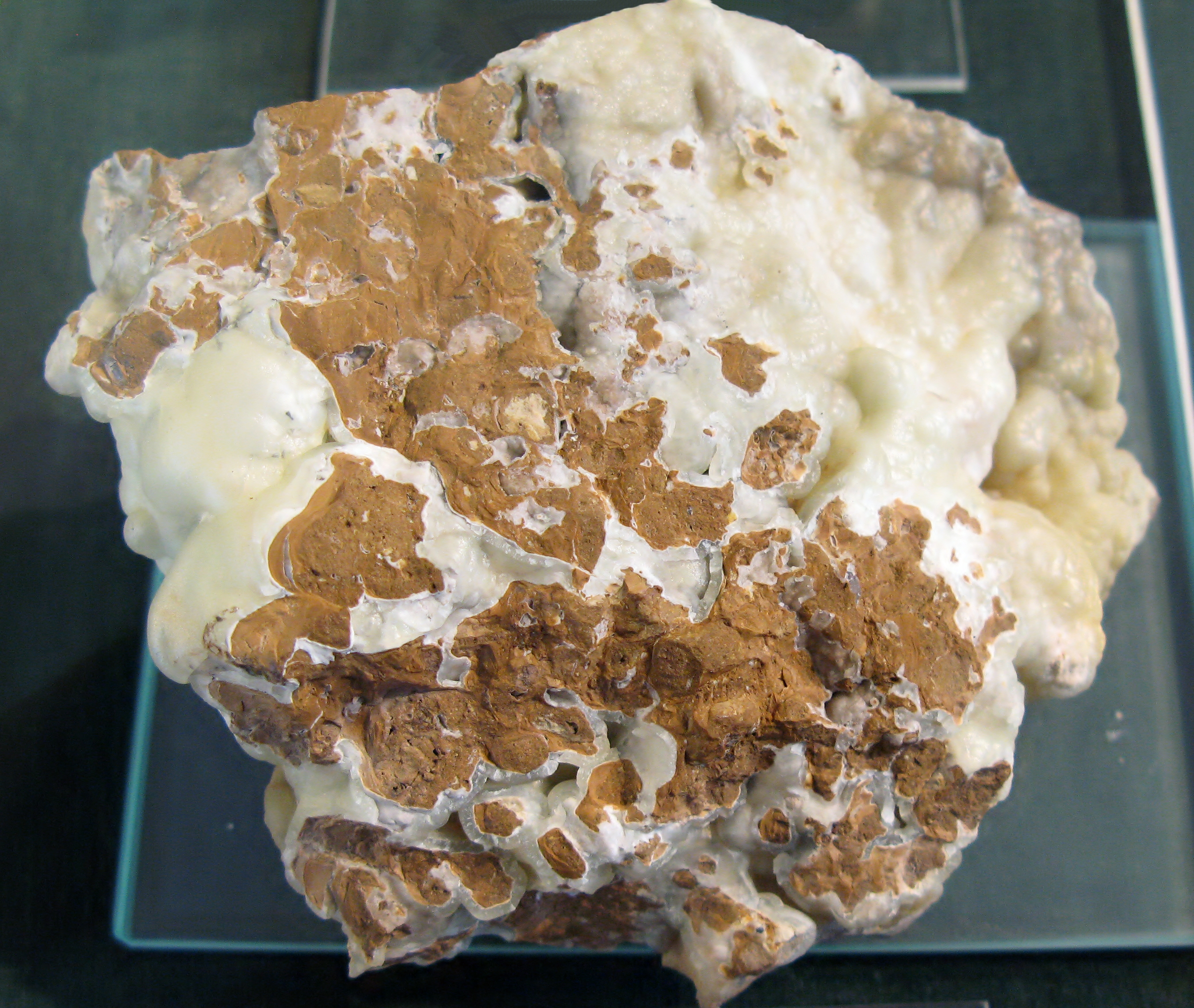
Fosforiet uit het gebied van de Lahn.

Fosforiet of fosfaatgesteente is een sedimentair gesteente dat voor minstens 20% uit fosfaten bestaat. Fosforiet heeft dezelfde interne structuur en textuur als fijnkorrelige kalksteen en is vaak het resultaat van diagenetische omzetting van kalksteen, waarbij carbonaat wordt vervangen door fosfaat. Voor deze diagenetische omzetting zijn grote hoeveelheden fosfaat in het grondwater nodig, zoals in de buurt van grote hoeveelheden guano.
Het fosfaat is in de meeste gevallen een vorm van fluorapatiet, bijvoorbeeld met een carbonaat en hydroxylgroep (Ca10(PO4CO3)F2-3), en vormt massa's van zeer kleine kristallen (cryptokristallijne massa's, korrelgrootte < 1 μm) die collofaan genoemd worden.
Fosforiet komt meestal voor in Paleozoïsche of Cenozoïsche sedimenten, maar wordt ook in Proterozoïsche banded iron formations gevonden. Voorbeelden van omvangrijke fosforietformaties zijn de Phosphorites du Quercy in Frankrijk of de Phosphoria Formation in de Verenigde Staten. Commercieel wordt fosforiet gewonnen in Frankrijk, België, de VS, Spanje, Marokko, Tunesië en Algerije.